# Unione Cestistica Casalpusterlengo 2009-2010
L'Unione Cestistica Casalpusterlengo 2009-2010 ha preso parte al campionato professionistico italiano di Legadue.

## Roster
| Giocatori |
| --------- |

|    | Naz.                                         | Ruolo | Sportivo             | Anno | Alt. | Peso |  |
| -- | -------------------------------------------- | ----- | -------------------- | ---- | ---- | ---- |  |
| 5  | Italia (bandiera)                            | PG    | Roberto Rullo        | 1990 | 193  | 87   |  |
| 7  | Stati Uniti (bandiera)                       | GA    | Anthony Allen Newell | 1986 | 196  | 95   |  |
| 8  | Italia (bandiera)                            | GA    | Costantino Cutolo    | 1989 | 196  | 90   |  |
| 9  | Italia (bandiera)                            | A     | Riccardo Castelli    | 1988 | 198  | 96   |  |
| 11 | Italia (bandiera)                            | PG    | Alexander Simoncelli | 1986 | 188  | 81   |  |
| 12 | Stati Uniti (bandiera)                       | G     | Marcus Hatten        | 1980 | 186  | 80   |  |
| 13 | Polonia (bandiera) · Italia (bandiera)       | AC    | Jakub Wojciechowski  | 1990 | 214  | 107  |  |
| 14 | Stati Uniti (bandiera) · Lettonia (bandiera) | AC    | Troy Ostler          | 1978 | 208  | 100  |  |
| 15 | Italia (bandiera)                            | A     | Stephane Biligha     | 1990 | 200  | 106  |  |
| 20 | Italia (bandiera)                            | C     | Roberto Cazzaniga    | 1978 | 205  | 100  |  |

| Staff tecnico              |
| -------------------------- |
| Allenatore: Simone Lottici |
| Assistente: Rod Griffin    |

| Giocatori acquisiti a stagione in corso |
| --------------------------------------- |

|   | Naz.              | Ruolo | Sportivo                    | Anno | Alt. | Peso |  |
| - | ----------------- | ----- | --------------------------- | ---- | ---- | ---- |  |
| 6 | Italia (bandiera) | PG    | Marco Venuto dal 6 novembre | 1985 | 190  | 78   |  |

Legaduebasket: Dettaglio statistico